# Tuili
Tuili là một đô thị ở tỉnh Sud Sardegna trong vùng Sardegna của Ý, cách khoảng 60 km về phía bắc của Cagliari và khoảng 20 km về phía đông bắc của Sanluri. Tại thời điểm ngày 31 tháng 12 năm 2004, đô thị này có dân số 1.148 người và diện tích là 24,5 km².
Tuili giáp các đô thị: Barumini, Gesturi, Las Plassas, Pauli Arbarei, Setzu, Turri.